# Сориз
Сорго рисозерне, або сориз (лат. Sorghum orysoidum) — сільськогосподарська злакова культура, різновид сорго круп'яного призначення.

## Походження і класифікація
В середині 80-х років ХХ століття 
селекціонери України (Селекційно-генетичний інститут, Одеса) і Молдови (Науково-дослідний інститут кукурудзи і сорго, Порумбень) розпочали дослідження з практичного використання віддаленої гібридизації між зерновим сорго та його дикими родичами. Отримані тоді гібриди не задовольняли потреб сільськогосподарського виробництва. Згодом українські вчені за допомогою спеціально розробленого способу селекції (а. с. СРСР № 843874) виконали новий цикл складних схрещувань диких рисоподібних форм, поширених у рисосійних регіонах країни, і хлібного сорго із залученням інших видів як джерел цінних ознак. В результаті було виділено тонкостеблові форми культури, які мали зерно зі склоподібною консистенцією ендосперму і давали крупу, що нагадувала короткозерний шліфований рис. Це дало підстави вченим виділити їх в окрему групу, котра отримала назву сорго рисозерне (Sorghum orysoidum), або, скорочено, сориз. 
У 1995 році один з кращих на той час сортів одеської селекції, що були передані на Державне сортовипробовування,- "Одеський-302",- підтвердив свої переваги i був визнаний національним стандартом України. Сорти "Одеський-333" та "Сюрприз" пройшли державні випробовування i були запропоновані до внесення в Реєстр сортів рослин України на 2000 рік.
На основі ПЛР-аналізу міжродового і міжвидового поліморфізму сорго, соризу та їхніх найближчих родичів (кукурудза, рис) науковці Південного біотехнологічного центру в рослинництві НААН дійшли висновку, що сориз є формою сорго, а не продуктом віддаленої гібридизації. Близькість технологічних якостей зерна соризу і рису можна пояснити тим, що багато генів злаків мають спільне походження та подібність геному. 